# Pensador de Cernavoda
O Pensador de Cernavodă é uma escultura do final do neolítico, século VI a.C, encontrada no curso baixo do Danúbio em Cernavodă, na Roménia. A figura supostamente mostra um homem a pensar.